# Javier Wimer Zambrano
Javier Wimer Zambrano (1933 - 2009) fue un funcionario público, diplomático, escritor y editor mexicano.
Durante su larga carrera se desempeñó, entre otros cargos, como Subsecretario de Gobernación y como asesor de la Presidencia de la República, así como en el puesto de embajador de México en Belgrado. En 1973 fue uno de los impulsores de que se creara el Museo Casa de León Trotsky. En 1984 fue nombrado director de la Comisión Nacional de Libros de Texto Gratuitos (Conaliteg). Después de Martín Luis Guzmán, Wimer ha sido quien por más tiempo ha ocupado, hasta la fecha, la Dirección General de ese organismo, puesto desde el cual convocó a pintores de distintas corrientes artísticas para que participaran en la elaboración de las nuevas portadas de los libros. Estas se utilizaron en los libros de texto gratuitos a partir de 1988.